# Little Diomede Island
Little Diomede Island (deutsch Kleine Diomedes-Insel), früher auch nach dem Admiral der russischen Flotte Adam Johann von Krusenstern Krusenstern Island genannt, ist eine zum US-Bundesstaat Alaska gehörende Insel und bildet mit der etwa 4 km westlich liegenden russischen Ratmanow-Insel (Big Diomede Island) und dem unbewohnten Fairway Rock die Gruppe der Diomedes-Inseln.

## Geographie
Die in der Beringstraße gelegene Little Diomede Island weist eine Landfläche von 7,36 km² auf. Die Insel besteht aus Granit mit einem Alter von 66–97 Mio. Jahren. Das Land steigt von der Küste mit steilen Hängen (etwa 45° Neigung) zu einem relativ flachen felsigen Gipfelplateau auf etwa 350 m Höhe an.
In der Siedlung Diomede leben bis heute in nahezu unberührter Natur indigene Iñupiat-Inuit, in deren Sprache die Insel Iŋaliq heißt. Die Einwohnerzahl beläuft sich (Stand 2010) auf 115 Menschen in 47 Wohneinheiten (davon neun derzeit leerstehend). Seit 1990 ist die Bevölkerung um etwa ein Drittel zurückgegangen. Während die gesamte Insel verwaltungsmäßig zum Stadtgebiet von Diomede gehört, liegt die eigentliche Siedlung, die von den Einheimischen ebenfalls Iŋaliq genannt wird, an der Nordwestecke der Insel.
Knapp 1,5 km vor der Westküste von Little Diomede Island verläuft die internationale Datumsgrenze. Die schon zu Russland gehörende benachbarte Ratmanow-Insel ist mit bloßem Auge zu erkennen.

## Klima
Das Klima der Insel ist durch einen abrupten jahreszeitlichen Wechsel geprägt. Während der eisfreien Zeit (Juni bis November) herrscht maritimes Klima mit sommerlichen Durchschnittstemperaturen von etwa 5 bis 10 °C. Im Winter, nach dem Zufrieren von Beringstraße und Tschuktschensee, herrscht kaltes kontinentales Klima mit durchschnittlichen Temperaturen von −14 bis −23 °C.

## Flora und Fauna
Die Vegetation auf Little Diomede Island beschränkt sich auf niedrig wachsende krautige Pflanzen; Bäume und Sträucher fehlen.
Die steilen Kliffs der Insel bieten im Sommer etwa zwei Millionen Seevögeln wie beispielsweise Schopf- und Zwergalk Nistgelegenheiten.
In den nährstoffreichen Gewässern um die Insel leben zahlreiche Fische und Krebstiere (Paralithodes platypus), die wiederum die Nahrungsgrundlage für Meeressäuger wie Walrosse, Bart-, Largha-, Ringel- und Bandrobben sowie Buckel-, Weiß-, Grau- und Grönlandwale  bilden. Wenn die Beringstraße zugefroren ist, erscheinen Eisbären im Gebiet der Diomedes-Inseln.

## Geschichte
Die Insel dient den Inuit möglicherweise seit über 3000 Jahren als Siedlungsplatz. Der von den Einheimischen Iŋaliq genannte Ort,  zunächst als saisonaler Jagdstützpunkt genutzt, entwickelte sich mit der Zeit zur ganzjährig bewohnten Gemeinde.
Der erste Europäer, der die Inseln erreichte, war der russische Entdecker Semjon Deschnjow zusammen mit Fedot Popow und Gerassim Ankudinow im Jahre 1648. Die Wiederentdeckung erfolgte durch den in russischen Diensten stehenden Seefahrer Vitus Bering, er sichtete die Inselgruppe am 16. Augustjul. / 27. August 1728greg. und benannte sie nach dem in der Russisch-Orthodoxen Kirche verehrten frühchristlichen Märtyrer Diomedes von Tarsus, an dessen Gedenktag die Sichtung erfolgte.
Anlässlich des Verkaufs Alaskas durch Russland an die Vereinigten Staaten im Jahre 1867 wurde die neue Grenze zwischen den beiden Nationalstaaten zwischen der Ratmanow-Insel und der Kleinen Diomedes-Insel gezogen.

## Wirtschaft und Infrastruktur
Die Abgelegenheit und das schroffe Gelände sowie das raue Klima beeinträchtigen die wirtschaftliche Entwicklung der Insel. Die ansässige Bevölkerung betreibt hauptsächlich Subsistenzwirtschaft; die Existenzgrundlage bilden die abhängig von den Jahreszeiten betriebene Jagd auf Robben, Eisbären und Wale sowie der Fischfang. Bezahlte Arbeitsplätze gibt es hauptsächlich im öffentlichen Sektor; die Arbeitslosigkeit liegt bei 40 %. Kunsthandwerk (Elfenbeinschnitzerei) und die traditionelle Fertigung von Kleidung aus Eisbär- und Robbenfellen bieten weitere Einkommensquellen. Auch der Tourismus trägt in geringem Umfang zur Wirtschaftskraft der Insel bei; sowohl die Gemeinde als auch Privatpersonen bieten Unterkünfte an. Die Insel wird zwei Mal im Jahr von Kreuzfahrtschiffen angelaufen.
Es gibt auf der Insel weder einen Hafen noch einen Flugplatz. Der Zugang wird durch einen Hubschrauberlandeplatz sowie im Winter, wenn das Meer zugefroren ist, durch eine Landepiste auf dem Eis ermöglicht. Die Insel selbst ist durch Fußwege und Holzstege erschlossen. Die öffentliche Infrastruktur besteht aus einer Schule mit Bücherei, einem Kirchengebäude, einer kleinen Klinik, einem öffentlichen Waschhaus und weiteren Gebäuden für die örtliche Verwaltung. Die Stromversorgung wird durch einen Dieselgenerator sichergestellt. Ein Wassertank dient zur Versorgung der Bevölkerung mit Trinkwasser. Die gesamte Infrastruktur ist (Stand 2011) in schlechtem Zustand und bedarf der Reparatur oder Erneuerung. Eine geregelte Entsorgung von Abwässern und Abfällen existiert nicht.

## Fotos

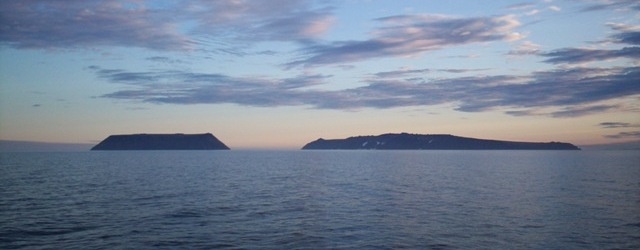
Diomedes-Inseln, die Kleine Diomedes-Insel links im Bild
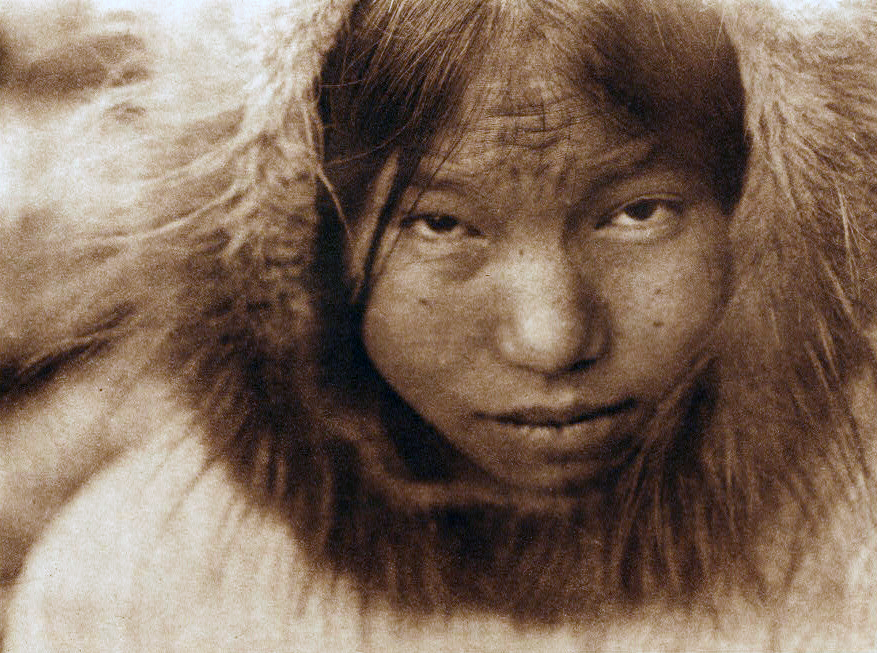
Einwohnerin der Diomedes-Inseln (1930)
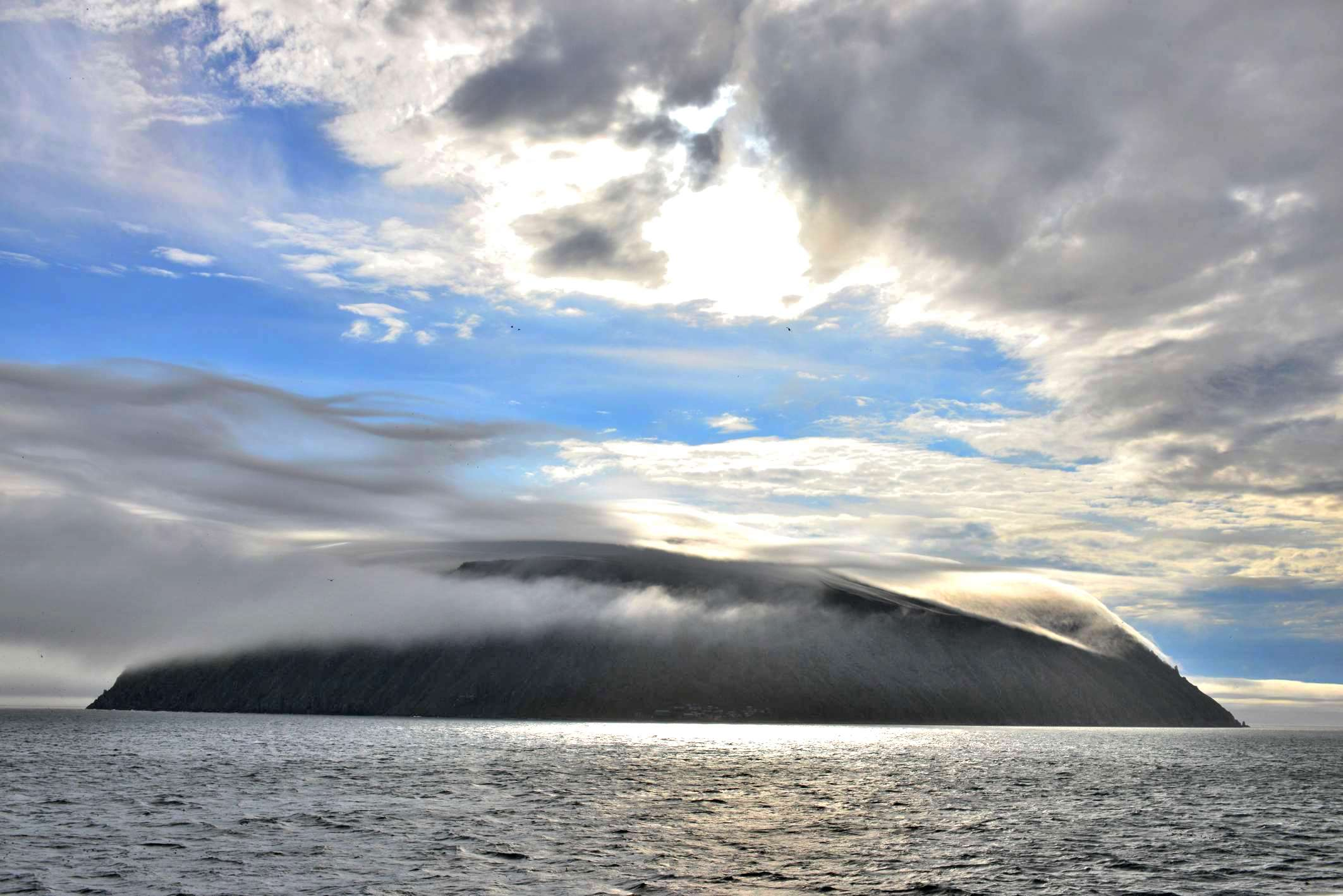
Kleine Diomedes-Insel (Blick von der Ratmanow-Insel)